# Borgerliga partier i Sverige

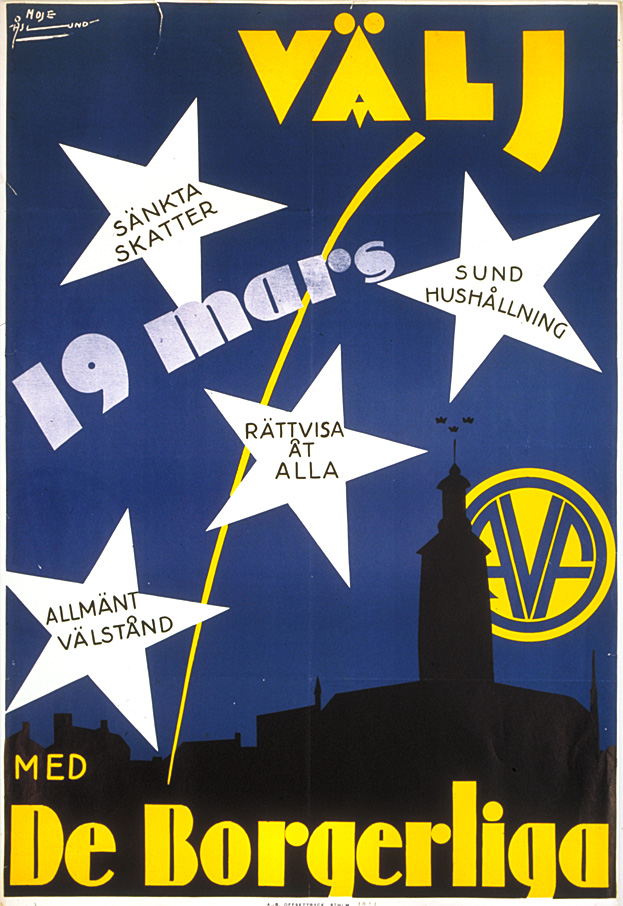
Valaffisch för Allmänna valmansförbundet inför stadsfullmäktigevalet i Stockholms stad 1931.

Borgerliga partier är i Sverige ett begrepp som används om vissa politiska partier, idag framförallt Centerpartiet, Liberalerna, Kristdemokraterna och Moderata samlingspartiet. Begreppet har ingen exakt definition men syftar vanligen på de partier som är icke-socialistiska och förordar liberal demokrati och marknadsekonomi, med ursprung i antingen en konservativ eller liberal idégrund.
Termen har framförallt använts i denna bemärkelse under 1900-talet, men exakt vilka partier som åsyftats har varierat något. Begreppet borgerlig kan också i vidare bemärkelse användas om personer och grupperingar som sympatiserar med en politik av detta slag. Exempelvis beskriver Linköpingstidningen Östgöta-Correspondentens ledarsida sig som "oberoende borgerlig".
2004–2019 hade de fyra borgerliga riksdagspartierna ett koalitionssamarbete på nationell nivå kallat Alliansen.
Efter valet 2022 har Tidö-samarbetet mellan Moderaterna, Liberalerna, Kristdemokraterna och Sverigedemokraterna ibland benämnts som det borgerliga blocket trots att Sverigedemokraterna inte brukar betecknas som ett borgerligt parti.

## Skiftande betydelser
Historiskt sett har termen borgerlig haft många olika betydelser och bland annat syftat på borgarståndet. Den användes i partisammanhang tidigare främst som en nedsättande term från vänsterhåll. Det användes först som partibeteckning för Lantmanna- och borgarpartiet, men då i betydelsen "stadsbo", inte som uttryck för en politisk ideologi. 
I mångt och mycket var det Socialdemokraternas starka ställning och sedermera den svenska blockpolitiken som ledde till att begreppet befästs i svensk politik, i egenskap av "ett politiskt användbart begrepp som det var lätt att tillgripa när man kvickt behövde en term som täckte in allt till höger om socialdemokratin."
Begreppet anammades först i positiv bemärkelse inom Allmänna valmansförbundet, Moderaternas föregångare, där det började användas av partiets underavdelningar i betydelsen "icke-socialistiskt parti". Först senare fick begreppet fäste även hos Centerpartiet och Liberalerna. Inom Centerpartiet fanns länge en motvilja mot begreppet "borgerlig". Exempelvis använde Thorbjörn Fälldin, Centerpartiets partiledare 1971–1985, konsekvent istället beteckningen icke-socialistisk om sitt parti och de regeringar han bildade. 
Sverigedemokraterna, som är invalt i riksdagen sedan 2010, brukar normalt inte beskrivas som en del av borgerligheten, trots att partiet sedan slutet av 2010-talet samarbetar med vissa borgerliga partier.
Ett uttryck som också förekommit i den politiska debatten är så kallad borgerlig vänster. I Sverige har främst Liberalerna och tidvis Centerpartiet beskrivits så, på grund av den socialliberala profilen. I Folkpartiets valhandbok från 1934 slår partiet fast att Folkpartiet är en borgerlig vänster för demokratins värn. Begreppet återaktualliserades i modern tid i synnerhet av Centerpartiet under Maud Olofssons första år som partiledare, innan Alliansen-samarbetet.